# Kanadisches Museum für Menschenrechte
Das Kanadische Museum für Menschenrechte (englisch Canadian Museum for Human Rights wegen der staatlichen kanadischen Zweisprachigkeit gleichberechtigt auch französisch Musée canadien des droits de la personne) ist ein kulturgeschichtes Museum in Winnipeg, der Hauptstadt der kanadischen Provinz Manitoba. Das von 2008 bis Ende 2012 erbaute Museum am Zusammenfluss von Red und Assiniboine River wurde am 19. September 2014 eröffnet. Es ist das einzige nationale Museum Kanadas außerhalb der Hauptstadt Ottawa und das erste seit 1967 errichtete Museum dieser Art.

## Geschichte

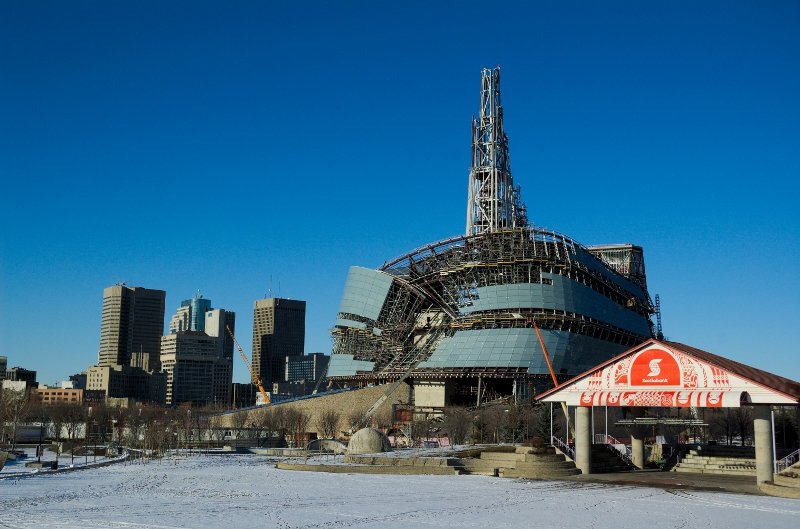
Das Museum für Menschenrechte, Blick von The Forks, November 2011

Das Museum geht auf die Initiative von Izzy Asper zurück, den Gründer von CanWest. Dabei hatte er nicht nur das Ziel, Arbeiten über Menschenrechte zu ermöglichen und diese museal darzubieten, sondern auch, die Innenstadt von Winnipeg zu fördern. Am 17. April 2003, dem 21. Jahrestag der Unterzeichnung der kanadischen Charta der Rechte und Freiheiten, begann Izzy seine Initiative, doch starb er noch im selben Jahr. Seine Tochter Gail Asper betrieb das Vorhaben weiter.
Im selben Jahr schrieben die Friends of the Canadian Museum for Human Rights, geführt von Gail Asper, einen Wettbewerb aus, an dem 62 Unternehmen aus 21 Ländern teilnahmen. Die Wahl fiel auf einen Entwurf von Antoine Predock, eines Architekten aus Albuquerque in New Mexico. Die Idee bestand darin, aus den Wurzeln, den unterirdischen Teilen des Museums, in den Turm der Hoffnung aufzusteigen, der zugleich einen Blick auf Winnipeg eröffnet. Predock ließ sich zudem von den Naturlandschaften Kanadas, dem Nordlicht und den First Nations inspirieren.
Am 20. April 2007 verkündete Premierminister Stephen Harper den Willen der Regierung, aus dem Museum ein nationales Museum machen zu wollen. Dazu wurde bereits am 13. März 2008 Bill C-42 verabschiedet.
Am 19. Dezember 2008 wurde das Bauvorhaben feierlich begonnen. Die Bauarbeiten begannen im April 2009 und sollten bis 2012 abgeschlossen sein. Aufgrund höheren Baukosten verzögerte sich aber der Bau und wird deshalb erst 2014 eröffnet.
Zu Beginn der Bauphase versenkten Ältere die von ihnen im Thunderbird House in Winnipeg gefertigten Medizinbeutel in die für die Ständer vorgesehenen Löcher, um Achtung vor Mutter Erde zu symbolisieren. Königin Elisabeth II. legte am 3. Juli 2010 den Grundstein. Dabei hinterließ sie einen Stein aus der Ruine der St. Mary’s Priory in Runnymede, wo der englische König 1215 der Magna Carta zustimmte.

## Kritik
Kritik am Standort entzündete sich, weil sich dort möglicherweise eine Heilige Stätte befand, die nicht angemessen dokumentiert sei. Die Museumsleitung verwies auf Konsultationen mit den Älteren der First Nations. Bei entsprechenden Ausgrabungen wurden keine menschlichen Überreste gefunden. Allerdings stellen mehr als 50 Untersuchungen seit 1950 fest, dass das Gebiet bereits vor 4000 v. Chr. genutzt wurde.
Kritik am Konzept der zwölf Galerien entzündete sich daran, dass die Fragenkreise des Museums einen besonderen Akzent auf die Verfolgung der Juden und auf die First Nations legt, aber andere, ebenfalls verfolgte Minderheiten wie Ukrainer, Japaner, Italiener und Deutsche, die während der Weltkriege misshandelt worden waren, nicht gewürdigt werden. Ferner stellte sich die Frage, ob nicht die globale Menschenrechtsfrage zur Darstellung gelangen sollte, nicht nur Vorgänge in Kanada. Der Ukrainian Canadian Congress verfasste eine entsprechende Petition für Gleichheit und Fairness im Canadian Museum for Human Rights. Sie fordert die Berücksichtigung des Holodomor von 1932 bis 1933, den die kanadische Regierung 2008 als Völkermord anerkannte. Nach Aussagen des Museums erhält der Holocaust eine eigene Galerie, ebenso wie die Verbrechen gegen die Ureinwohner, der Holodomor eine permanente Ausstellung im Bereich der Massenverbrechen, die kanadischen Internierungen werden ausgestellt.

## Finanzierung
Die Finanzierung des auf 310 Millionen Dollar geplanten Projekts teilen sich die Bundesregierung, die Provinzregierung und die Stadt Winnipeg, hinzu kommen private Spender. Bisher zahlten die drei Institutionen 100, 40 und 20 Millionen Dollar ein. Die Friends of the Canadian Museum for Human Rights konnten bis Anfang 2011 125 Millionen Dollar aufbringen.  Im  April 2011 erhielt das Haus 3,6 Millionen Dollar von der Stadt Winnipeg.
Die laufenden Kosten in Höhe von jährlich 23 Millionen Dollar für das einmal eröffnete Museum trägt die kanadische Bundesregierung, da es sich um ein nationales Museum handelt.

## Ausstellungen
Gestalter der Eröffnungsveranstaltungen sind die Ralph Appelbaum Associates aus New York, wobei der Kampf um die Menschenrechte in Kanada, das Konzept der Ureinwohner zu den Menschenrechten, der Holocaust, sowie aktuelle Themen in Ausstellungen gewürdigt werden sollen. Um kanadische Geschichten zum Museum zu sammeln, veranstaltete man eine Geschichtensammlung unter dem Titel Help Write the Story of the Canadian Museum for Human Rights. Dazu reiste ein Team von Mai 2009 bis Februar 2010 durchs Land und besuchte 19 Städte, um Menschen zu ihren Erfahrungen mit den Menschenrechten zu befragen. Die Befragungen führte Lord Cultural Resources aus Toronto durch. Die Ergebnisse sind Teil der Ausstellungen.
Die Ausstellungsgalerien widmen sich folgender Themen:
1. Geschichte und Inhalt der Menschenrechte
2. Die Perspektive der Ureinwohner auf die Menschenrechte (u. a. der Aborigines)
3. Kanadische Dokumente und Zeugnisse der Verletzung ethnischer Rechte (Ergebnis der Reise 2009/2010)
4. Die Stellung der Menschenrechtsfrage in der kanadischen Gesellschaft
5. Völkermord am Beispiel der von der kanadischen Regierung anerkannten Beispielen (Holocaust, Holodomor, Völkermord an den Armeniern, Völkermord in Ruanda und das Massaker von Srebrenica)
6. Aktionen für die Menschenrechte
7. Die Bedeutung der Worte – Das Ende des Schweigens über Menschenrechtsverletzungen
8. Aktionen – Aktuelle Menschenrechtsbildung
9. Die Menschenrechte heute
10. Galerie mit Objekten und Bildern, die die Menschenrechte gefördert haben.

Partner des Museums sind:
- Universität von Manitoba
- Universität von Winnipeg
- Ukrainisches Holodomor-Nationalmuseum (Kiew, Ukraine)
- Canadian Association of Human Rights Gesetzliche Agenturen
- Bibliothek und Archiv Kanada
- Manitoba Museum

## Betreiber
Betrieben wird das Museum durch die Crown Corporation „Canadian Museum for Human Rights“, ein öffentliches Unternehmen des kanadischen Bundes nach Abschnitt III.I des „Financial Administration Act“ (R.S.C., 1985, c. F-11).